# توني ودورث
توني ودورث (بالإنجليزية: Tony Woodworth)‏ هو لاعب كرة قدم بريطاني، ولد في 5 مارس 1968 في مانشستر في المملكة المتحدة. لعب مع نادي بيرنلي.